# Walentin Wladimirowitsch Owetschkin
Walentin Wladimirowitsch Owetschkin (russisch Валентин Владимирович Овечкин; * 27. Maijul. / 9. Juni 1904greg. in Taganrog; † 27. Januar 1968 in Taschkent) war ein russisch-sowjetischer Schriftsteller, Dramatiker und Journalist. Er schrieb auch unter den Pseudonymen Walentin Burewoi und W. Saweljew Burewoi.
In der Tauwetter-Auseinandersetzung lehnte er eine geschönte Darstellung in der Kolchos-Literatur ab und trug damit wesentlich zur kritischen Ausrichtung der sowjetischen Dorfprosa bei. Owetschkin gehört zu den Schriftstellern, die die Form der literarischen Skizze nutzten.

## Leben
Owetschkin wurde in Taganrog als Sohn eines Angestellten geboren, besuchte von 1913 bis 1919 die Schule  und arbeitete als Schuhmachergeselle. Ab 1921 verdingte er sich als Knecht im Dorf bei Verwandten, reparierte Schuhwerk, leitete eine bäuerliche Lesestube und unterrichtete Analphabeten. Von 1925 bis 1931 war er Vorsitzender einer Bauernkommune. 1929 wurde er in Kommunistische Partei aufgenommen.
Mitte der 1920er Jahre begann er zu schreiben. Ab 1934 wurde er Korrespondent von Zeitungen im Kubangebiet. Wie viele Schriftsteller seiner Generation kam er über die Bewegung der Arbeiter- bzw. Bauernkorrespondenten zur Literatur. 1935 erschienen seine ersten Erzählungen. 1941 wurde Owetschkin auf Vorschlag Alexander Alexandrowitsch Fadejews in den Schriftstellerverband der UdSSR aufgenommen.
Mit dem Kriegsbeginn trat er in eine Kosakeneinheit ein, kämpfte als Infanterieoffizier, nahm an den Kämpfen von Stalingrad bis zur Ukraine, auch in politischer Funktion teil und wurde danach bei der Armeepresse eingesetzt.
In der Powest Mit einem Frontgruß (С фронтовым приветом, 1945) zeigte er die Probleme beim Wiederaufbau der Landwirtschaft nach dem Krieg und drückte darin aus, dass der Krieg die Unzulänglichkeiten und Mängel im Dorfleben korrigieren wird. Nach seiner Entlassung aus der Armee arbeitete er von 1944 bis 1945 als Journalist der Zeitung Prawda Ukrainy. Auf dem 2. Kongress des Schriftstellerverbandes 1954 wandte er sich scharf gegen die unkritische Darstellung der Kolchosliteratur und hatte einen positiven Einfluss auf die realistische Literatur über die sowjetische Landwirtschaft. Von 1952 bis 1956 veröffentlichte er fünf Powesti (Районные будни und weitere), in denen er ernste Fehlhaltungen der Führungsschicht aufzeigte.
Ab 1948 lebte Owetschkin in Lgow, von 1958 bis 1961 in Kursk und ab 1963 in Taschkent. Von Juni 1958 bis zu seinem Tode gehörte er zum Redaktionskollegium der Literaturzeitschrift Nowy Mir und ab 1954 zum Vorstand des Schriftstellerverbandes der UdSSR. In dieser Funktion nahm er an Delegationen in die Demokratische Republik Vietnam und in die DDR teil.
Aus Verzweiflung über die Nichtbeachtung seiner wohlgemeinten Kritik verübte er Suizid.

## Werke
- In einer Kollektivwirtschaft: Erzählungen
- Frühlingsstürme: 2 Skizzen (Трудная весна, 1956), Aufbau-Verlag, Berlin 1960; in erweiterter Zusammenstellung (5 Skizzen) übersetzt von E. Margolis und anderen, Verlag Kultur und Fortschritt, Berlin 1958
- Der blinde Maschinist: 2 Erzählungen (Слепой машинист: Рассказ. Курск, 1949), übersetzt von Maria Riwkin, Verlag Kultur und Fortschritt, Berlin 1961
- Nastja Kolossowa: Schauspiel (Настя Колосова, 1950)